# Cyminology
Cyminology ist ein Berliner Jazzquartett mit deutschen, indischen und persischen Wurzeln und wurde 2002 gegründet. In der Musik des Quartetts verschmilzt kammermusikalischer, zeitgenössischer Jazz mit der Lyrik persischer Dichter, wie Hafis, Rumi oder Chajjam und eigenen Texten. Seit seiner Gründung absolvierte Cyminology zahlreiche Auftritte in Clubs und auf Festivals im In- und Ausland und hat mehrere CDs veröffentlicht.

## Die Musiker
Cymin SamawatieGesang, Komposition, wurde 1976 als Tochter iranischer Einwanderer in Braunschweig geboren. Sie absolvierte Studium an der Hochschule für Musik und Theater Hannover und ein Studium im Fachbereich Jazz an der Universität der Künste Berlin. Die meisten Kompositionen für das Quartett stammen von ihr.
Benedikt JahnelKlavier, Komposition, wurde 1980 geboren und wuchs in Süddeutschland auf. Neben seiner langjährigen Arbeit mit Cyminology hat er zahlreiche CDs mit anderen Formationen veröffentlicht. Jahnel ist auf zahlreichen internationalen Festivals präsent und hatte Lehraufträge an verschiedenen Universitäten inne.
Ralf SchwarzKontrabass, wurde 1971 geboren. Er erhielt bereits mit zehn Jahren Orgelunterricht und spielte als 17-Jähriger Gitarre in verschiedenen Blues- und Rockbands. Seit 1993 arbeitet er in verschiedenen Projekten mit Cymin Samawatie zusammen. 1999 spielt er Kontrabass und E-Bass  und begann ein Jahr später ein Studium an der Hochschule für Künste Bremen.
Ketan BhattiSchlagzeug, Percussion, wurde 1981 in Neu-Delhi geboren. Er studierte Jazz-Schlagzeug an der Universität der Künste Berlin. Mit seinem Bruder Vivan komponiert er Musik für Theaterstücke. Als Schlagzeuger blickt er auf zahlreiche Veröffentlichungen und internationale Konzerte sowie auf Stipendien und Auszeichnungen des dt. Musikrats, des Berliner Senats und des Goethe-Instituts zurück.

## Die Musik
Das Quartett Cyminology verbindet die Klangwelten von Orient und Okzident. Elemente orientalischer Musik erfahren eine Synthese mit Facetten des Jazz und der bilderreichen Dichtung alter persischer Meister. Neue musikalische Formen von Worldmusic und die Harmonisierung von östlicher und westlicher Kultur, sowie ein gelungenes Miteinander von klassischen Elementen, Jazzphrasierung und orientalischer Metren, bewirken eine musikalische Legierung jenseits herkömmlicher Hörgewohnheiten.

## Diskographie
- get strong, Privatveröffentlichung, 2002
- Per Se, Double Moon Records, 2005
- Bemun, Double Moon Records, 2007
- As Ney, ECM, 2009
- Saburi, ECM, 2011
- Phoenix, ECM 2015

## Preise, Auszeichnungen und Tourneen (Auswahl)
- 2004: Gewinner des Möbius Award, Berlin
- 2005: Internationales Musikfestival, Tongyeong, Südkorea
- 2006: Preisträger, des 6. Jazz & Blues Award, Berlin; Internationales Festival, Patras, Indien
- 2007: Nahost-Tour mit Unterstützung des Goethe-Instituts in Ägypten, Jordanien, Libanon, Syrien
- 2008: Kaukasus-Tour mit Unterstützung des Goethe-Instituts in Armenien, Georgien, Aserbaidschan, Türkei
- 2009: Jazzfestival, London
- 2010: Konzert in der Berliner Philharmonie mit zwei Musikern der Berliner Philharmoniker
- 2011: Creole Award, Gewinner des Landeswettbewerbs und sodann des Bundeswettbewerbs
- 2018: Ruth (Musikpreis)